# New Britain (Connecticut)
New Britain ist eine Stadt im Hartford County im US-Bundesstaat Connecticut, Vereinigte Staaten. Das U.S. Census Bureau hat bei der Volkszählung 2020 eine Einwohnerzahl von 74.135 ermittelt. Das Stadtgebiet hat eine Größe von 34,7 km².
In der Stadt befindet sich die Central Connecticut State University.

## Wirtschaft
New Britain ist Sitz des Werkzeugkonzerns Stanley Black & Decker und Waffenherstellers Stag Arms, der AR-15-Sturmgewehre herstellt.
Anfang des 20. Jahrhunderts war die Stadt auch unter dem Spitznamen Hardware City bekannt. Der Bezeichnung geht auf metallverarbeitende Unternehmen wie Stanley Works und Corbin Locks mit Produkten wie Cutter (Stanley-Messer) zurück.

## Verkehr
New Britain ist über die Connecticut Route 9 und die Interstate 84 an das Fernstraßennetz angebunden, der Öffentliche Personennahverkehr wird durch CTtransit betrieben, das Unternehmen unterhält auch eine Fernbusverbindung nach Hartford. In Hartford gibt es keinen Bahnhof, die nächste Bahnhof befindet sich in Berlin, der von Amtrak mit dem Vermonter und dem Shuttle angefahren wird.

## Museen
- New Britain Museum of American Art
- New Britain Youth Museum
- New Britain Industrial Museum

## Söhne und Töchter der Stadt
- John Paterson (1744–1808), Offizier, Jurist und Politiker
- James Kilbourne (1770–1850), Politiker
- Elijah Hinsdale Burritt (1794–1838), Mathematiker und Astronom
- Elihu Burritt (1810–1879), Diplomat, Philanthrop und Friedensaktivist
- Horace L. Wells (1855–1924), Chemiker
- Harry Shepard Knapp (1856–1923), Vizeadmiral
- Thomas L. Reilly (1858–1924), Politiker
- Walter Camp (1859–1925), Sportpionier, Footballcoach und Sportjournalist
- Francis Patrick Keough (1889–1961), römisch-katholischer Erzbischof von Baltimore
- Phil Ohman (1896–1954), Jazz-Pianist, Bandleader und Filmkomponist
- Lucien J. Maciora (1902–1993), Politiker
- Agnes K. Ohlson (1902–1991), Krankenschwester, Präsidentin des International Council of Nurses
- Charles Quigley (1906–1964), Filmschauspieler
- Abraham A. Ribicoff (1910–1998), Politiker
- Adolfas Ramanauskas (1918–1957), litauischer Resistent, Partisanenführer
- Conrad Gozzo (1922–1964), Jazztrompeter
- Johnny Kay (1922–2008), Autorennfahrer
- Robert S. Barton (1925–2009), Informatiker
- Thomas Joseph Meskill (1928–2007), Jurist und Politiker
- Douglas Swan (1930–2000), schottisch-deutscher Maler
- Anne Senechal Faust (* 1936), Tierzeichnerin
- David LaFlamme (1941–2023), Musiker
- Anna Eshoo (* 1942), Politikerin
- W. D. Richter (* 1945), Drehbuchautor und Regisseur
- William Hooker (* 1946), Jazzmusiker
- Paul Manafort (* 1949), Lobbyist und Politikberater
- Henry Gwiazda (* 1952), Komponist
- Tom Thibodeau (* 1958), Basketballtrainer
- Velvet Sky (* 1981), Wrestlerin
- Byron Jones (* 1992), American-Football-Spieler

## Städtepartnerschaften
- Rastatt, seit 1948 besteht eine Partnerschaft mit dieser deutschen Stadt. Das hängt mit Carl Schurz zusammen, der bei den Freiheitsbewegungen 1848 führender Revolutionär war. Nach seiner Festnahme gelang ihm die Flucht aus der Festung Rastatt über die Schweiz und Großbritannien in die Vereinigten Staaten. Dort war er von 1877 bis 1881 sogar Innenminister.[5]
- Atsugi
- Pułtusk
- Giannitsa
- Solarino